# Muricopsis cristatus
Muricopsis (Muricopsis) cristatus là một loài ốc biển, là động vật thân mềm chân bụng sống ở biển thuộc họ Muricidae, họ ốc gai.

## Miêu tả
Kích thước vỏ ốc trong khoảng 10 mm và 35 mm

## Phân bố
Loài này phân bố ở Biển Địa Trung Hải, ở Đại Tây Dương dọc theo Bồ Đào Nha, Maroc và the Canaries và ở Biển Đỏ.